# TV Cidade (Coroatá)
TV Cidade é uma emissora de televisão brasileira sediada em Coroatá, cidade do estado do Maranhão. Opera no canal 4 (36 UHF digital) e é afiliada à Record.
Apesar do nome e da afiliação com a mesma rede, a TV Cidade não tem nenhuma relação com a administração e os detentores da TV de mesmo nome em São Luís (pertencente às famílias Vieira da Silva e Rocha), pois pertence à Familia Murad (leia-se Murá), e não retransmite a programação da capital maranhense, embora as matérias sejam exibidas nos telejornais (Jornal da Cidade, Balanço Geral MA e Cidade Alerta MA). A família detém a Rádio Rio Jordão AM (1570 kHz), no ar desde anos 80, sendo liderado por Ricardo Murad, família de descendência dos árabes com influência política em Coroatá e no Maranhão.

## História

### 1994 a 2004
A TV Cidade entrou no ar no dia 29 de julho de 1994, como afiliada à Central Nacional de Televisão (CNT). Na época, o Maranhão tinha como afiliadas da CNT a TV Mearim de Lago da Pedra e a TV Paraíso de Caxias. O motivo da afiliação da emissora com a CNT foi por que a cidade já tinha retransmissoras da Globo, SBT, Band, Manchete e Record.
No início, a TV Cidade era considerada uma emissora de TV clandestina, pois para o Ministério das Comunicações, a emissora não existia oficialmente em Coroatá e nem nos documentos. A situação só foi regularizada em 1995, nos primeiros meses do Governo FHC, quando o ministro das Comunicações, Sérgio Motta concedeu alvará de funcionamento provisório, até a definição da emissora.
Em 1995, passou exibir a programação da Record, mas manteve a exibição de alguns programas da CNT. Em novembro do mesmo ano, decidiu retransmitir toda a programação da Record e deixar a CNT, se tornando uma das primeiras afiliadas da rede no interior do Maranhão.
Em 1996, passou exibir a programação da Rede Manchete, mas assim como foi anteriormente, manteve a exibição de alguns programas da Record. No final do mesmo ano, a emissora foi autorizada por ato assinado em 17 de dezembro e publicado em 26 de fevereiro de 1997.
Em 1997, o ex-deputado federal Ricardo Murad (PSDB-MA), até então apadrinhado a própria família que ganhou a concessão de retransmissora de TV (RTV), passa ser administrador e controlador da TV Cidade, pois o sobrinho Rômulo Augusto se tornou prefeito de Coroatá após ser eleito em 1996.
Em março do mesmo ano, a emissora decidiu retransmitir toda a programação da Manchete e deixar a Record. Em agosto, a TV Cidade passou a existir oficialmente para o Ministério das Comunicações.

### 2005: Ataque e Invasão à TV Cidade
Na tarde de um domingo, no dia 20 de novembro de 2005, um grupo liderado pelo vereador Sebastião Araújo, mais conhecido como "Ciba" (PT-MA), aliado ao prefeito de Coroatá, Luís da Amovelar (PTB), que havia derrotado a Família Murad em 2004, após a família e seus aliados ficarem com 12 anos no comando municipal, liderou um protesto de rua com cerca de 2 mil pessoas contra a Família Murad e a TV Cidade (contrários à administração de Amovelar). Nesse protesto, estavam grupo de pessoas ligadas ao prefeito, inclusive o secretário de Comunicação Social e o Chefe da Casa Civil.
Insuflado pelos manifestos do vereador Ciba, que exigia que o grupo que estava nas ruas invadissem a TV Cidade, chegaram à sede da emissora, começaram a depredar o portão de entrada que dava acesso ao prédio, derrubando-o quase de imediato. Em seguida, o grupo invadiu o prédio e destruíram instalações (vidros das portas internas), equipamentos de escritório (computadores, câmeras de vídeo, arquivos e documentos da empresa), inclusive houve agressões contra funcionários e repórteres (um dos repórteres foi espancado pelo vereador Ciba).
Apesar da presença de dois vigias (ou seguranças, segundo outras informações), os invasores se dirigiram aos estúdios de TV (um dos vigias foi ferido com único corte na perna) pra espancarem eles. O vereador Ciba sacou revólver contra os vigias e ainda disparou dois tiros contra um deles, mas não o atingiu. Os invasores e os vândalos só foram impedidos de destruir totalmente a emissora, quando a tropa de intervenção do comandante da unidade da Polícia Militar do Estado sediada no município, o tenente Joanilson, invadiu a emissora, reprimiu e prendeu diversos vândalos.
Os atos de vandalismo contra a TV Cidade foram motivados dias antes, quando o desembargador Antonio Bayma Araújo concedeu medida liminar a doze ex-funcionários da prefeitura e suspendeu a realização do concurso público na administração municipal. Apesar da decisão do desembargador, o prefeito Amovelar manteve a realização do concurso e demitiu 1.800 funcionários (muitos com estabilidade) e abriu o certame público. O juiz Alexandre Lopes de Abreu mandou fechar os locais onde seriam realizadas as provas, gerando protestos da população, que culpou o prefeito por ter insistido na realização do concurso mesmo sabendo da decisão judicial, o que levou o grupo ligado ao prefeito culpar a Familia Murad por influir na decisão e a ir na sede da emissora realizar os atos de vandalismo.
No dia 21 de novembro, quando a notícia repercutiu em todo Maranhão, para surpresa de todos, o tenente Joanilson foi afastado do comando da cidade e transferido pelo governador José Reinaldo Tavares para o município de Codó. O motivo foi ele ter se recusado a acatar ordem para que os atos de vandalismos contra a emissora e funcionários fosse levado adiante. No dia 22 de novembro, a notícia repercutiu na Assembléia Legislativa do Maranhão, com discursos de Helena Heluy (PT), Teresa Murad (PMDB), Rubens Pereira (PDT) e Pavão Filho. O caso foi comunicado ao então secretário de segurança, Raimundo Cutrim, que designou um delegado especial para investigar o envolvimento do vereador e do prefeito no caso.

### Desde 2006
Em 29 de julho de 2011, em razão do mês de aniversário de 17 anos da TV Cidade, a emissora colocou em funcionamento uma nova torre de 60 metros (substituído a antiga desde a época da fundação), e antenas do tipo painel com 9 dB (decibéis) de ganho para amplificar o sinal por um novo gerador adquirido fora do Estado (garantindo melhor recepção) e adequação da estrutura física.
Em dezembro de 2016, a TV Cidade sai do ar devido às reformas nos estúdios e na torre, fazendo com que o canal 4 junto com a Record fiquem sem sinal. Em fevereiro de 2018, depois de um ano e três meses sem sinal, a TV Cidade volta ao ar com novidades: além da volta do canal 4 analógico, veio a era digital: a emissora se tornou a primeira da cidade e região a transmitir em sinal digital, através no canal 36 físico com canal 4.1 virtual. No entanto, a transmissão digital foi suspensa, o que seria teste pra transmissão. Em julho, a emissora anuncia nova programação e o sinal definitivo.

## Sinal digital
| Canal virtual | Canal digital | Resolução de tela | Programação                                   |
| ------------- | ------------- | ----------------- | --------------------------------------------- |
| 4.1           | 36 UHF        | 1080i             | Programação principal da TV Cidade / RecordTV |

O sinal digital da emissora entrou em fase de testes em fevereiro de 2018, que depois saiu do ar. O sinal digital passou a operar definitivamente em julho de 2018.
Transição para o sinal digital
Com base no decreto federal de transição das emissoras de TV brasileiras do sinal analógico para o digital, a TV Cidade, bem como as outras emissoras de Coroatá e região, cessará suas transmissões pelo canal 4 VHF em 2022, seguindo o cronograma oficial da ANATEL.